# Baloči
Baloči är en ort i Montenegro. Den ligger i den centrala delen av landet. Baloči ligger 172 meter över havet och antalet invånare är 111.
Terrängen runt Baloči är kuperad åt sydväst, men åt nordost är den platt. Terrängen runt Baloči sluttar österut. Närmaste större samhälle är Podgorica, 10,7 km öster om Baloči. Omgivningarna runt Baloči är en mosaik av jordbruksmark och naturlig växtlighet.